# Telefe Internacional
Telefe Internacional est une chaîne de télévision argentine. Lancée le 7 juin 1998, est le signe international de Telefe.
Telefe Internacional diffuse ainsi des bulletins d'information, des telenovelas, des séries, des magazines, des programmes de divertissement, des réalités, des retransmissions sportives, des variétés et des films argentines.
La chaîne est actuellement reçue en Europe, en Amérique du Nord, en Amérique hispanique, en Océanie et en Israël.